# باشگاه فوتبال زاخو
باشگاه ورزشی زاخو ( به عربی : نادي زاخو الرياضي ) که با نام کردی : یانا زاخو یا وه‌رزشی ، Yana Zaxo ya Werzişî نیز خوانده می‌شود ، یک باشگاه ورزشی حرفه‌ای عراقی مستقر در زاخو ، منطقه کردستان ، عراق است.

## تاریخچه
فوتبال در زاخو از اوایل دهه 1920 به طور غیررسمی بازی می‌شد و بسیاری از بازی‌های آماتور محلی و همچنین مسابقات مدارس به طور منظم در زاخو یا مناطق اطراف برگزار می‌شد. این امر در نهایت منجر به تشکیل اولین تیم فوتبال در زاخو در سال 1948 شد. این تیم از کارگران و مردان جوان محلی تشکیل شده بود.

### تاسیس
در سال ۱۹۸۶، تیم مدیریتی مرکز ورزشی جوانان زاخو که شامل رئیس یوسف دواد جابو و همچنین اعضای آن: علی عمران، بشار رحمه الله، خالد حسین، نشان کروب، خلعت رمضان و خواست فرمان بود، ایده تأسیس باشگاه فوتبال زاخو را برای جایگزینی مرکز ورزشی یا عضویت در آن مطرح کردند. طبق گفته کمیته ملی المپیک عراق، یکی از الزامات ایجاد این باشگاه این بود که مرکز ورزشی حداقل به مدت یک سال در مسابقات ورزشی شرکت کند تا بتواند باشگاه را ثبت کند. بنابراین کمیته ورزشی تیم‌هایی را برای گروه‌های سنی مختلف تشکیل داد و در مسابقات دوستانه مختلف شروع به رقابت کرد.

### مسابقات قهرمانی منطقه‌ای
در سال ۱۹۸۶، زاخو در یک تورنمنت منطقه‌ای در دهوک تحت نام مرکز جوانان زاخو در مقابل پلیس دهوک، مرکز جوانان دهوک، دانشجویان دهوک و باشگاه فوتبال دهوک به رقابت پرداخت. زاخو پس از شکست دادن همه شرکت‌کنندگان، از جمله باشگاه فوتبال دهوک در ضربات پنالتی، برنده این رقابت شد. علاوه بر مسابقات منطقه‌ای که مرکز ورزشی به دست آورد، آنها در ورزش‌های دیگری مانند بسکتبال، کشتی، وزنه‌برداری و بدنسازی نیز موفقیت‌هایی کسب کردند که پیشنهاد تأسیس آنها را به میزان قابل توجهی بهبود بخشید. سرانجام، در ۳ ژوئن ۱۹۸۷، این باشگاه رسماً ثبت شد.

### فصل اول
از زمان تأسیس باشگاه در سال ۱۹۸۷، این باشگاه تا سال ۱۹۹۰ به دلایل مختلف در هیچ رقابتی که توسط فدراسیون فوتبال عراق تعیین شده بود، شرکت نکرد. در نهایت آنها در فصل ۱۹۹۰/۹۱ در لیگ دسته سوم شرکت کردند و در گروه شمالی در کنار باشگاه‌های التأمیم، سروان، الکرمه و قرقوش قرار گرفتند. هر تیم به صورت رفت و برگشت بازی می‌کرد و برنده به فینال لیگ دسته سوم راه می‌یافت - برنده این بازی به لیگ دسته دوم صعود می‌کرد. زاخو با ۱۵ امتیاز در صدر گروه قرار گرفت، اما قیام‌های سال ۱۹۹۱ در عراق منجر به لغو بقیه تقویم فوتبال عراق شد. هواداران زاخو در همه جا ناراحت بودند.

### فصل ۱۹۹۱–۹۲
[ ویرایش منبع ]
فصل بعد، پس از آنکه عدی حسین، رئیس کمیته المپیک، تضمین داد که در کار هیچ یک از ورزشکاران شمال عراق دخالت نخواهد کرد، زاخو به فعالیت‌های ورزشی بازگشت . زاخو پس از قرار گرفتن در گروه دهوک ، قراقوش، الکرامه و تلعفر ، بار دیگر در گروه شمال قرار گرفت . زاخو پس از ۵ برد و ۳ تساوی، صدرنشین گروه شد و به دور نهایی راه یافت.
در دور نهایی، زاخو باید با هر یک از تیم‌های سماوه اف‌سی ، محله و الحله بازی می‌کرد. فرمت بازی‌ها به این صورت بود که هر تیم در یک بازی رفت و برگشت با یکدیگر بازی می‌کرد. زاخو با 7 امتیاز صدرنشین گروه شد و به عنوان قهرمان لیگ دسته سوم عراق تاجگذاری کرد و به لیگ دسته دوم راه یافت. 

### ورزشگاه جدید
در 3 ژوئن 2015، باشگاه فوتبال زاخو افتتاح ورزشگاه جدید خود، که با نام ورزشگاه بین‌المللی زاخو شناخته می‌شود، را با یک بازی دوستانه غیررسمی مقابل تیم ملی عراق جشن گرفت. این مسابقه از آن جهت قابل توجه بود که شوان جلال اولین بازی خود را برای عراق انجام داد و در پیروزی 2-0 عراق ، دروازه خود را بسته نگه داشت . با وجود این، ورزشگاه جدید موفقیت‌آمیز بوده است و هواداران این باشگاه امیدوارند که روزهای روشنی در انتظار باشگاه فوتبال زاخو باشد. 

### لیگ برتر
زاخو به رقابت در لیگ برتر عراق ادامه داد. در فصل 2015-2016، این باشگاه با اختلاف کمی از صعود به لیگ برتر بازماند و در گروه منطقه‌ای خود در جایگاه پنجم قرار گرفت، تنها یک امتیاز با جایگاه نهایی لیگ برتر فاصله داشت. 
زاخو اکنون در لیگ برتر یکپارچه عراق رقابت می‌کند که مراحل اولیه را بر اساس مساحت برای یک لیگ شامل همه باشگاه‌ها حذف کرده است. زاخو در فصل 2016-17 با دو برد و 16 تساوی در طول 32 بازی فصل، در رتبه شانزدهم قرار گرفت. زاخو 14 بازی دیگر را باخت.

## رقابت‌ها
بزرگترین رقیب تیم زاخو ، همسایه آنها ، دهوک  ، است که با آنها دربی بادینان را برگزار می‌کنند. همچنین، رقابت بین زاخو SC و اربیل SC به عنوان "دربی کردی" شناخته می‌شود

## افتخارات

### لیگ
- لیگ برتر عراق (رده دوم)
  - نایب قهرمان (۲): ۲۰۰۱–۲۰۰۲، ۲۰۱۸–۲۰۱۹
- لیگ دسته اول عراق (رده سوم)
  - برندگان (1): 1991–92

### جام
- جام کردستان
  - برندگان (2): 2010-11، 2011-12
  - سوپر جام کردستان
    - برندگان (2): 2010-11، 2011-12